# Chusua
Chusua là một chi thực vật có hoa trong họ, Orchidaceae.